# Monthly Comic Beam
Monthly Comic Beam (コミックビーム, Komikkubīmu) est un magazine de prépublication de mangas de type seinen mensuel publié depuis 1995 par Kadokawa sous la marque Enterbrain.

## Historique
Le premier numéro du Monthly Comic Beam est créé le 11 novembre 1995 par ASCII,.
En avril 2000, lors de la séparation d'Enterbrain et d'ASCII, le magazine devient une publication d'Enterbrain.
En 2006, le magazine était diffusé à 25 000 exemplaires.
En octobre 2013, Enterbrain fusionne avec Kadokawa Corporation et devient une marque de l'entreprise.